# Córrego da Conceição
Der Córrego da Conceição ist ein etwa 16 km langer linker Nebenfluss des Rio Ivaí im Nordwesten des brasilianischen Bundesstaats Paraná.

## Etymologie
Der Bach wurde nach der Nationalheiligen Brasiliens Nossa Senhora da Conceição Aparecida benannt.

## Geografie

### Lage
Das Einzugsgebiet des Córrego da Conceição befindet sich auf dem Terceiro Planalto Paranaense (Dritte oder Guarapuava-Hochebene von Paraná).

### Verlauf
Sein Quellgebiet liegt im Munizip Guaporema auf 396 m Meereshöhe etwa 8 km südwestlich des Hauptorts in der Nähe der PR-082.
Der Fluss verläuft in nordöstlicher Richtung. Er fließt etwa 2 km westlich der Stadtmitte an Guaporema vorbei und mündet auf 251 m Höhe von links in den Rio Ivaí. Er ist etwa 16 km lang.

### Munizipien im Einzugsgebiet
Der Córrego da Conceição verläuft vollständig innerhalb des Munizips Guaporema.